# Gustave-Lucien Marquerie
Pour les articles homonymes, voir Marquerie (homonymie).
Gustave-Lucien Marquerie, né le 12 février 1825 à Paris et mort le 20 janvier 1900, est un peintre et professeur de dessin français.

## Biographie
Gustave-Lucien Marquerie est le fils de Louis Marquerie et de Marie Antoinette Adamson.
Il entre aux Beaux-arts de Paris en 1842, comme élève de Drolling et de Picot, il devient dessinateur, peintre de genre, et paysagiste. En 1848, il est second grand prix de Rome en peinture et devient l'ami du peintre Paul Baudry.
Il expose au salon de Paris de 1850 à 1880 et obtient une mention honorable en 1857 et 1859,.
Il épouse le 4 avril 1867 à la mairie du 6e arrondissement de Paris, Élisabeth Anasthasie Badu (1820-1896).
Professeur de dessin à l'école municipale du 7e arrondissement de Paris (d'avril 1865 à mai 1898), Marquerie perçoit à 73 ans une allocation viagère de la Ville de Paris.
En 1896, il épouse à Paris en secondes noces Amélie Célestine Becquet.
Il meurt le 20 janvier 1900.
Il eut entre autres pour élèves Georges Moreau de Tours.

## Collections publiques

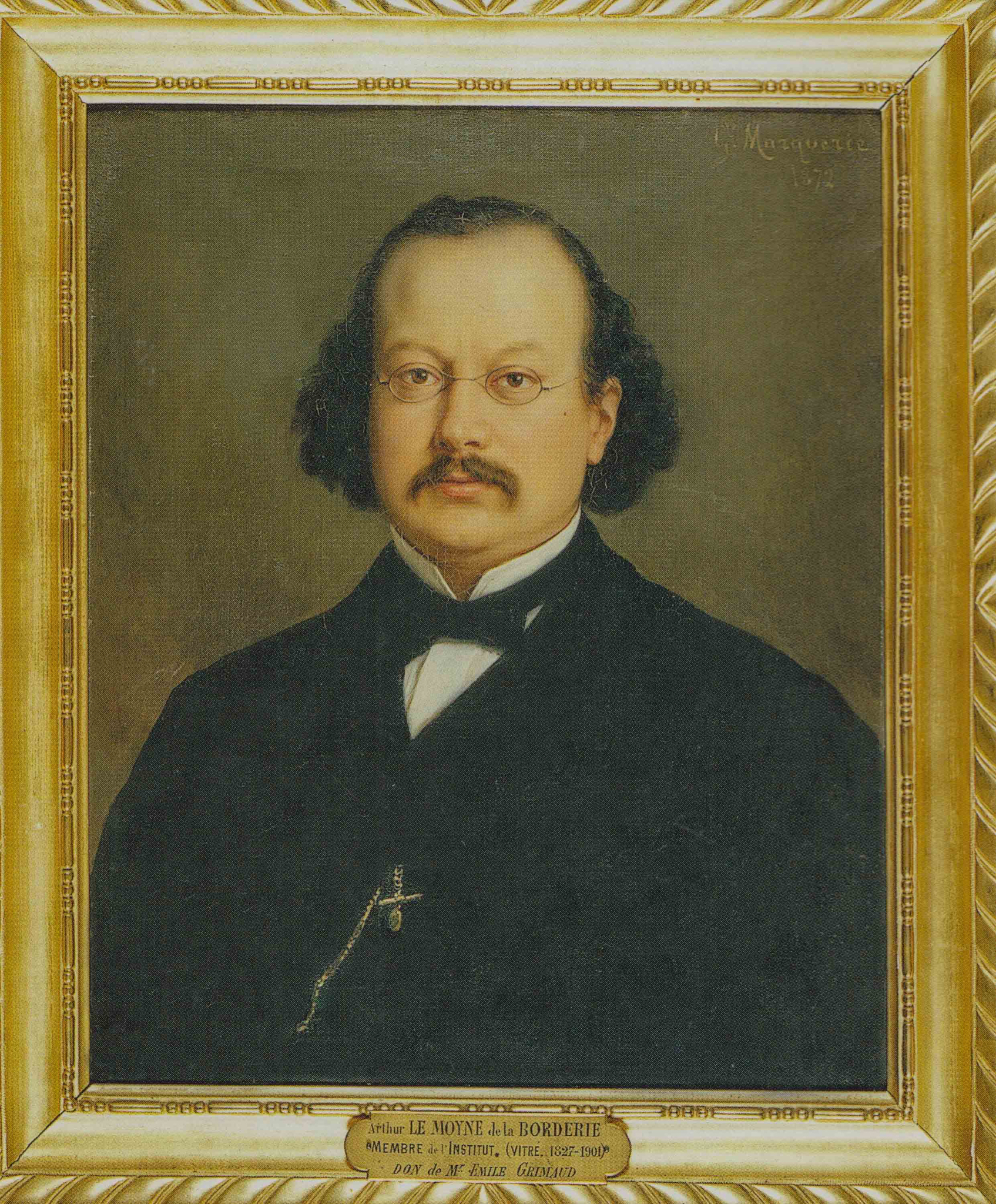
Portrait d'Arthur de La Borderie, 1872

- Dessins préparatoires et figures de concours (1842-1848), Paris, ENSBA.
- Portrait de Pierre-Jean David d'Angers (1856), dessin, musée des beaux-arts d'Angers[11].
- Portrait de madame Charles Marionneau (1857), huile sur toile, musée des Beaux-Arts de Bordeaux[12].
- Portrait d'Achille Joyau (1860), huile sur toile, musée d'Arts de Nantes[13].
- Portrait d'Arthur de La Borderie, 1872, huile sur toile, Musée de Bretagne.